# Выборы Государственного Совета Татарстана (2009)
Выборы депутатов Государственного Совета Республики Татарстан четвёртого созыва состоялись в единый день голосования 1 марта 2009 года. Партия «Единая Россия» победила как в едином (79,31 %), так и большинстве одномандатных округов (43 из 45) и получила большинство мест (87 из 100). КПРФ получила 6 мест, «Справедливая Россия», ЛДПР не получили ни одного мандата. Также были избраны 7 самовыдвиженцев.

## Избирательная система
50 депутатов Государственного Совета избираются по мажоритарной избирательной системе по одномандатным избирательным округам,  50 депутатов – по пропорциональной избирательной системе по единому республиканскому избирательному округу, при этом используются закрытые списки без разделения на региональные группы. При распределении мандатов используется метод наибольших остатков. Заградительный барьер для партий составляет 7%.
Государственный Совет Республики Татарстан избирается сроком на 5 лет.

## Списки партий
Для участия в выборах свои списки выдвинули республиканские отделения 6 партий.
| Партия              | Первая "тройка" |
| ------------------- | --- |
| Единая Россия       | Председатель Госсовета РТ «Фарид Мухаметшин, заведующая лабораторией отдела экологической безопасности при разработке нефтяных месторождений Татарского научно-исследовательского и проектного института нефти ТатНИПИнефть» ОАО «Татнефть» Елена Малыхина, ректор ГОУ ВПО «Казанский государственный университет им. В.И. Ульянова-Ленина» Мякзюм Салахов |
| КПРФ                | Депутат Государственной Думы Владимир Комоедов, депутат Государственного Совета Республики Татарстан Хафиз Миргалимов, генеральный директор ОАО Зеленодольское предприятие «Лифт» Валентин Кострин |
| Справедливая Россия | Руководитель проекта «Управление специальных проектов г. Казань» ЗАО «Желдорипотека» Айрат Ахмадеев, проректор по экономическим вопросам Института социальных и гуманитарных знаний г. Казань Александр Пономарёв, директор ООО «Фирма «Апрель Н и К» Ильдар Назыров                                                                                       |
| ЛДПР                | Первый заместитель генерального директора ООО «Казанское пассажирское автотранспортное предприятие-7» Руслан Юсупов, заместитель генерального директора ЗАО «Казанское производственное объединение грузового автотранспорта-3» Владимир Капитонов, исполнительный директор ООО «Элекскор» Вадим Попов                                                     |
| Патриоты России     | Председатель регионального отделения партии "Патриоты России" Равиль Хуснулин, заместитель начальника кафедры Казанского высшего военного командного училища Юрий Кудрявцев, генеральный директор ЗАО «Микрон-Холдинг» Владимир Сидоренков |
| Народный союз       | Директор Казанского филиала Российского Государственного Торгово-Экономического Университета Рустам Хайруллин, временно не работающий Сергей Никитин, директор картинной галереи К.Васильева Геннадий Пронин |

По итогам регистрации региональным отделениям партий «Патриоты России» и «Народный союз» было отказано в регистрации.

## Результаты выборов
| Партия              | Количество голосов | Количество мандатов по пропорциональной системе | Количество мандатов по мажоритарной системе | Общее количество мандатов |
| ------------------- | ------------------ | ----------------------------------------------- | ------------------------------------------- | ------------------------- |
| Единая Россия       | 79,31 %            | 44                                              | 43                                          | 87                        |
| КПРФ                | 11,15 %            | 6                                               | -                                           | 6                         |
| Справедливая Россия | 4,83 %             | -                                               | -                                           | -                         |
| ЛДПР                | 3,08 %             | -                                               | -                                           | -                         |
| Самовыдвижение      | -                  | -                                               | 7                                           | 7                         |

Спикером Госсовета Татарстана вновь стал Фарид Мухаметшин. Представители Единой России заняли посты всех вице-спикеров и глав всех семи комитетов. 20 депутатов работали на освобожденной основе.

## Реакция
После объявления результатов выборов оппозиционные кандидаты заявили, что имел место вброс бюллетеней. Они утверждали, что от наблюдения за подсчетом голосов отстранили наблюдателей и представителей прессы, а члены УИКов манипулировали со списками избирателей. Лидер движения «Равноправие и законность» Александр Штанин подал 38 исков в Приволжский суд Казани и 24 обращения в Прокуратуру Татарстана, Ирек Муртазин подал заявление в суд с требованием признать несостоявшимися выборы в его округе.
Лидер списка КПРФ Владимир Комоедов в день выборов предупредил прокурора Татарстана Кафиля Амирова, что в связи с непринятием мер по многочисленным фактам вброса бюллетеней будет ставить вопрос о его отстранении от должности. Лидер ЛДПР Владимир Жириновский 2 марта потребовал полностью сменить состав ЦИК РФ, избирательных комиссий Татарстана, а также отправить в отставку президентов Татарстана. Лидер «Справедливой России» в Татарстане Алла Алексеева заявила, что результат партии «не соответствует реалиям» и за ним стоит «политическая воля высшей власти республики».